# Gura Izbitei, Alba
Gura Izbitei este un sat în comuna Bucium din județul Alba, Transilvania, România.